# Maureen Tuckerová
Maureen Tuckerová (rodným jménem Maureen Ann Tucker; 26. srpna 1944 Levittown, New York, USA) je americká hudebnice. V letech 1965–1972 byla bubenicí skupiny The Velvet Underground. Se skupinou nahrála její první čtyři studiová alba. Po odchodu ze skupiny se přestala věnovat hudbě, ale počátkem osmdesátých let se k ní opět vrátila a zahájila sólovou kariéru. Nahrála celkem čtyři studiová alba.
Spolupracovala i se svými dřívějšími spoluhráči z The Velvet Underground, Lou Reedem (album New York, 1989), Johnem Calem (album Antártida, 1995) i Sterlingem Morrisonem, který byl několik let členem její doprovodné skupiny. V roce 1993 se zúčastnila evropského turné skupiny The Velvet Underground, z něhož později vyšlo koncertní album Live MCMXCIII. Počátkem jednadvacátého století se hudbě přestala věnovat.
Na bicí hrála netradičně ve stoje.

## Mládí
Maureen Tuckerová se narodila 26. srpna 1944 v Levittownu ve státě New York ve Spojených státech amerických. Její matka Margaret pracovala jako úřednice v kanceláři a otec James byl malíř pokojů. K hudbě se výrazněji dostala poté, co slyšela nahrávku nigerijského perkusionisty Babatunde Olatunji, a na bicí začala hrát ve svých devatenácti letech, v roce 1963. Pracovala u společnosti IBM jako děrovačka štítků a svou první skupinu nazvanou The Intruders založila se dvěma kolegyněmi z práce.

## Kariéra

### The Velvet Underground
Když náhle odešel ze skupiny The Velvet Underground její bubeník Angus MacLise, ostatní členové začali shánět náhradu. Kytarista Sterling Morrison si vzpomněl, že sestra jeho kamaráda Jima Tuckera hraje na bicí, a kontaktoval ho. Následně se frontman skupiny Lou Reed přišel podívat, jak Maureen Tuckerová hraje. Reedovi se její styl líbil a přijal ji tedy do skupiny – původně jen na první koncert. Stalo se tak 11. prosince roku 1965. Koncem měsíce skupina odehrála sérii koncertů v kavárně Café Bizzare, kam jí pořadatelé zakázali vzít si svou bicí soupravu a musela tedy hrát pouze na tamburínu. Právě zde skupinu objevili Andy Warhol a Paul Morrissey a brzy poté se stali jejími manažery.
V červnu 1966 byl Reed hospitalizován s hepatitidou a nemohl tedy odehrát naplánované koncerty. Aby se nemusely rušit, zbylí členové si museli vyměnit nástroje: Tuckerová se ujala baskytary a v některých skladbách kytary a za bicími ji nahradil MacLise.
V roce 1967 skupina vydala své první album nazvané The Velvet Underground & Nico. O rok později následovalo album White Light/White Heat. Na prvním albu je spoluautorkou pouze jedné skladby „European Son“, na druhém pak již dvou skladeb – „The Gift“ a „Sister Ray“. Po vydání druhého alba ze skupiny odešel John Cale, který hrál na violu, klávesy a baskytaru, a jako náhrada přišel mladý Doug Yule. V roce 1969 skupina vydala třetí album nazvané The Velvet Underground. Tuckerová se autorsky nepodílela na žádné písni, které jsou výhradně dílem Lou Reeda. Na eponymním albu se poprvé představila v roli hlavní zpěvačky. Stalo se tak ve skladbě „After Hours“ a zpívala i část skladby „The Murder Mystery“.
Stejně jako u předchozího alba je autorem veškerých písní na albu Loaded z roku 1970 výhradně Lou Reed. Ačkoliv je Tuckerová na albu uvedena jako hráčka na bicí, ve skutečnosti tomu tak není. Nahrávání se nemohla účastnit proto, že právě čekala své první dítě. Nebylo to jen nahrávání čtvrtého alba, čeho se Tuckerová nemohla účastnit. Skupina měla ještě nasmlouvané angažmá v klubu Max's Kansas City. Jako koncertní náhradu prozatímně skupina přijala mladšího bratra Douga Yuleho jménem Billy. Při nahrávání Loaded se ve studiu o hraní na bicí staralo více lidí: Někde hrál Doug Yule, někde zvukový technik Adrian Barber, někde Tommy Castanero a někde i mladý Billy. Tuckerová se na albu tedy nepodílela. Jsou však dvě výjimky. Jde o skladby „I'm Sticking with You“ a „I Found a Reason“, avšak ani jedna z nich na původním vydání alba nevyšla. „I'm Sticking with You“ je rovněž druhou skladbou skupiny, ve které zpívá hlavní vokály. V „I Found a Reason“ hraje na bicí. Obě skladby vyšly v roce 1997 na reedici alba pod názvem Fully Loaded Edition.
Když v srpnu 1970 ze skupiny odešel Lou Reed, zůstali zde jen dva členové její klasické sestavy, Morrison a Tuckerová. Vůdčí osobností se ve skupině stal Doug Yule. V srpnu 1971 ze skupiny odešel i Morrison a skupina bez něj odjela na své první koncerty do Evropy. Po ukončení turné v roce 1971 ze skupiny odešla i Tuckerová a skupinu nadále s různými hudebníky vedl Yule. Ten nahrál ještě jedno album nazvané Squeeze a nedlouho poté se skupina definitivně rozpadla.
Spolu s ostatními členy skupiny vystoupila ve filmu The Velvet Underground and Nico: A Symphony of Sound. Film The Velvet Underground (nebo také Moe Gets Tied Up a Moe in Bondage) byl promítán na dvě plátna. Na prvním je Tuckerová připoutána k židli a zbylí tři členové skupiny jedí a pijí, na druhém ji Morrison s Reedem mlátí bičem. Byly s ní natočeny celkem dva screen testy, což je nejméně ze všech členů skupiny. Všechny filmy byly natočeny v roce 1966 a všechny natočil Andy Warhol.

### Sólová kariéra (1980–1989)
Maureen Tuckerová se po odchodu ze skupiny přestala hudbě na několik let úplně věnovat. Vrátila se k ní až v roce 1980, když se vydavatelství Valvuren Records dostala do rukou nahrávka skladby „I'm Sticking with You“ jako duet Tuckerové a Jonathana Richmana. Tuto verzi skladby nahrála v roce 1974. Vydavatelství jí nabídlo, že by skladbu vydalo jako singl, ale potřebovalo ještě druhou skladbu na jeho B-stranu. Tuckerová tedy sama ve svém domě nahrála coververzi skladby „Will You Love Me Tomorrow“ od dívčí skupiny The Shirelles. Nakonec se však skladbu rozhodla vydat na svém vlastním singlu. Ten se skladbou „I'm Sticking with You“ vyšel, ale na jeho B-straně byla skladba „Of Yesterday“ v podání Count Viglione a Lady Carolyn. V té době se hudbou neživila, pracovala ve společnosti Wal-Mart. Svůj sólový singl vydala v roce 1981. Obsahoval coververzi skladby „Around and Around“ od Chucka Berryho a na B-straně byla „Will You Love Me Tomorrow“. Ačkoliv singl neměl prakticky žádný úspěch, rozhodla se vydat své první řadové album. Obsahovalo devět coververzí, mezi jinými například od Bo Diddleyho, Boba Dylana nebo i „Heroin“ od Velvet Underground. Album dostalo název Playin' Possum.
Po celá osmdesátá léta se mimo občasného koncertování stále primárně věnovala svému zaměstnání. V letech 1985 a 1986 vyšla archivní alba Velvet Underground pod názvy Another View a VU. V roce 1986 hrála na bicí na albu Charlieho Picketta nazvaném Route 33. S novým albem přišla až roku 1987, kdy vydala EP nazvané Moejadkatebarry, což vzniklo spojením jmen hudebníků, kteří na něm hráli. Moe (Maureen Tuckerová), Jad (Jad Fair), Kate (Kate Messnerová) a Barry (Barry Stock). Opět obsahuje skladby od Velvet Underground, tentokrát jde o „Guess I'm Falling in Love“, „Why Don't You Smile Now“ a „Hey Mr. Rain“. Vedle nich ještě „Baby What You Want Me to Do“ od Jimmyho Reeda a pouze jednu autorskou skladbu nazvanou „Jad Is a Fink“. Počátkem roku 1989 vydal Lou Reed své nové album nazvané New York, na kterém se v roli hosta ve dvou písních představila i Tuckerová. Hrála na bicí ve skladbách „Last Great American Shale“ a „Dime Story Mystery“. Spolu s ním rovněž vystoupila na několika koncertech. Ve stejném roce vydala své teprve druhé řadové album nazvané Life in Exile After Abdication a jednu píseň z něj, nazvanou „Andy“, věnovala Andymu Warholovi, který dva roky předtím zemřel. Skladba „Hey Mersh!“ vyšla jako singl spolu s písní „Talk So Mean“ na straně B. Vedle mnoha hudebníků, mezi něž patří Lee Ranaldo, Steve Shelley, Thurston Moore a Kim Gordon, všichni ze skupiny Sonic Youth, na albu hrál i Reed. Stalo se tak ve skladbách „Hey Mersh!“ a „Pale Blue Eyes“, které jsou opět původně od Velvet Underground. Převážná část alba je však její autorská. Tuckerová se rovněž rozhodla, že na podporu alba odehraje své první velké turné v Evropě.

### Obnovení Velvet Underground (1990–1996)
V červnu 1990 byla skupina The Velvet Underground v klasické sestavě obnovena, avšak pouze pro jeden benefiční koncert pro nadaci Cartier Fondation ve Francii. Původně zde měli hrát jen Reed s Calem, kteří zde odehráli několik skladeb ze svého společného alba Songs for Drella. Ke konci koncertu se k nim improvizovaně připojili Morrison i Tuckerová, kteří sem byli rovněž pozváni. Protože zde neměla vlastní bicí, hrála na vypůjčenou soupravu od bubeníka skupiny Půlnoc, která zde také hrála, Petra Kumandžase. Ve stejném roce produkovala album Fire in the Sky skupiny Half Japanese. Se stejnou skupinou rovněž nahrála coververzi skladby „I Heard Her Call My Name“ od Velvet Underground, která vyšla na albu Heaven & Hell – A Tribute to The Velvet Underground.
V roce 1991 Tuckerová vydala své třetí studiové album nazvané I Spent a Week There the Other Night. Mimo coververze „Then He Kissed Me“ od dívčí skupiny The Crystals a opět jedné od Velvet Underground (tentokrát „I'm Waiting for the Man“) obsahovalo devět autorských skladeb. Zajímavostí je, že ve skladbě „I'm Not“ hráli všichni členové klasické sestavy Velvet Underground – Reed, Cale, Morrison i Tuckerová –, ale každý své party nahrával jindy. Jako singl vyšla skladba „Too Shy“ s „Fired Up“ na straně B. V únoru 1992 nahrála v Rennes ve Francii koncertní album Oh No, They're Recording This Show. Při turné v říjnu 1992 se jeden koncert konal i v Praze. Tuckerovou opět doprovázel i Morrison. Na koncertě byl mimo jiné i československý prezident Václav Havel, se kterým byla Tuckerová i na večeři. Mimo koncertování produkovala album skupiny Shotgun Rationale nazvané Who Do They Think They Are?.
V roce 1993 proběhl reunion Velvet Underground a skupina pohromadě odehrála celé evropské turné. Několik koncertů bylo nahráno a později i vydáno na koncertním albu Live MCMXCIII. Původně se plánovalo i americké turné, plány však brzy zkrachovaly a skupina se rozpadla. Ve stejném roce ještě hrála v jedné skladbě z alba Workdogs in Hell skupiny Workdogs. V roce 1993 nazpívala doprovodné vokály ve skladbě „Fun in the Sun“ na albu Roller Coaster skupiny Shotgun Rationale. O rok později pak vydala své čtvrté a poslední řadové album nazvané Dogs Under Stress. V roce 1995 Tuckerová hrála na sólovém albu Johna Calea nazvaném Antártida. Hrála ve skladbě „People Who Died“, ve které mimo ni hrál i Morrison.

### Poslední období (od roku 1996)
V lednu 1996 byla skupina uvedena do Rock and Roll Hall of Fame, čehož se však již nedožil Sterling Morrison, který zemřel v srpnu 1995. Ve stejném roce vydal John Cale album Walking on Locusts, na kterém opět hraje Tuckerová. Tentokrát jde o skladby „Dancing Undercover“ a „Set Me Free“. V následujícím roce hrála hned na čtyřech albech jiných interpretů. Šlo o album Don't Be a Penguin skupiny Magnet, na kterém hrála na bicí a produkovala album Love Is a Gas skupiny Paul K. & The Weathermen. Třetí bylo opět album Johna Calea nazvané Eat/Kiss: Music for the Films by Andy Warhol a čtvrté pak eponymní album skupiny 1 Family Mover. Mimo to vydala své vlastní EP nazvané GRL-GRUP, které obsahuje tři písně od amerických dívčích skupin The Crystals, The Ronettes a jednu od The Teddy Bears. Na všech původních nahrávkách figuroval Phil Spector. O rok později pak vyšla její první kompilace nazvaná Waiting for My Men obsahující patnáct písní z různých období její kariéry.
V roce 1999 se opět spojila se skupinou Magnet a hrála na jejich albu Shark Bait a ve stejném roce hrála i na albu The Lives of Charles Douglas Charlese Douglase. V následujícím roce odehrála koncert v Seattlu, při kterém hostoval Doug Yule. Záznam z něj vyšel o dva roky později na albu Moe Rocks Terrastock. Ve stejném roce vyšel singl „I'm Sticking with You“ / „After Hours“.
V roce 2001 se přestala hudbě věnovat. V roce 2005 hrála jako host na albu Pretty in Black skupiny The Raveonettes. V prosinci 2009 se spolu setkali Reed, Tuckerová a Yule a udělali rozhovor o skupině Velvet Underground s Davidem Frickem v New York Public Library.
V roce 2012 vyšla kompilace jejích písní z let 1974–1988 nazvaná I Feel So Far Away: Anthology 1974-1998. Roku 2017 zahrála spolu s Johnem Calem dvě písně u příležitosti předávaní ceny Grammy Lifetime Achievement Award.
Časopis Q ji zařadil na sedmé místo v žebříčku deseti nejlepších bubeníků všech dob. Magazín Rolling Stone ji v žebříčku sta nejlepších bubeníků zařadil na 77. příčku.

## Osobní život
První potomek, dcera Kerry, se narodila v červnu 1970. Otcem byl její kolega z práce jménem Steve Mikulka. Po odchodu z Velvet Underground se odstěhovala do Georgie, kde se vdala a narodily se jí další tři děti: Keith (* 1975), Austen (* 1976) a Kate (* 1978). V roce 1978 se s rodinou odstěhovala do Arizony, kde se jí v roce 1981 narodil poslední syn Richard. Počátkem osmdesátých let se rozvedla se svým manželem, který pracoval jako systémový analytik. V roce 1984 se přestěhovala do Douglasu v Georgii. Sama Tuckerová pracovala jako fakturační úřednice ve společnosti Walmart.
V listopadu 2001 se její nejstarší dceři narodil syn Holden.
V dubnu 2009 se objevila na veřejnosti v Tiftonu v Georgii během akce na podporu hnutí Tea Party, během nějž poskytla několik slov pro místní televizi WALB.
Ve filmu Warholka z roku 2006 ji ztvárnila Samantha Maloney. Skupina The Jesus and Mary Chain vydala na svém albu Munki z roku 1998 píseň „Moe Tucker“ pojmenovanou podle ní. Roku 2010 ji časopis NME zařadil na první místo žebříčku NME's Cool List.

## Diskografie

### The Velvet Underground
- The Velvet Underground & Nico (1967)
- White Light/White Heat (1968)
- The Velvet Underground (1969)
- Loaded (1970)[p 3]

### Sólová

#### Studiová alba
- Playin' Possum (1981)
- Life in Exile After Abdication (1989)
- I Spent a Week There the Other Night (1991)
- Dogs Under Stress (1994)

#### Koncertní alba
- Oh No, They're Recording This Show (1992)
- Moe Rocks Terrastock (2002)

#### Kompilační alba
- Waiting for My Men (1998)
- I Feel So Far Away: Anthology 1974-1998 (2012)

#### EP
- Moejadkatebarry (1987)
- GRL-GRUP (1997)

#### Singly
- Modern Pop Classics (1980)
- „Around and Around“ / „Will You Love Me Tomorrow?“ (1981)
- „Hey Mersh!“ (1989)
- „Too Shy“ (1991)
- „I'm Sticking with You“ / „After Hours“ (2002)

### Sjinými interprety
- Route 33 (Charlie Pickett, 1986)
- New York (Lou Reed, 1989)
- Fire in the Sky (Half Japanese, 1990)
- Who Do They Think They Are? (Shotgun Rationale, 1992)
- Roller Coaster (Shotgun Rationale, 1993)
- Workdogs in Hell (Workdogs, 1993)
- Antártida (John Cale, 1995)
- Walking on Locusts (John Cale, 1996)
- Eat/Kiss: Music for the Films by Andy Warhol (John Cale, 1997)
- Love Is A Gas (Paul K. & The Weathermen, 1997)
- Don't Be a Penguin (Magnet, 1997)
- 1 Family Mover (1 Family Mover, 1997)
- Shark Bait (Magnet, 1999)
- Five Points Crawl (The Kropotkins, 2000)
- Pretty in Black (The Raveonettes, 2005)